# Leptodeira
Genre
Leptodeira est un genre de serpents de la famille des Dipsadidae.

## Répartition
Les espèces de ce genre se rencontrent en Amérique du Sud, en Amérique centrale, au Mexique et aux États-Unis.

## Liste des espèces
Selon The Reptile Database (4 avril 2015) :
- Leptodeira annulata (Linnaeus, 1758)
- Leptodeira ashmeadii (Hallowell, 1845)
- Leptodeira bakeri Ruthven, 1936
- Leptodeira frenata (Cope, 1886)
- Leptodeira maculata (Hallowell, 1861)
- Leptodeira nigrofasciata Günther, 1868
- Leptodeira polysticta (Günther, 1885)
- Leptodeira punctata (Peters, 1866)
- Leptodeira rhombifera Günther, 1872
- Leptodeira rubricata (Cope, 1893)
- Leptodeira septentrionalis (Kennicott, 1859)
- Leptodeira splendida Günther, 1895
- Leptodeira uribei (Bautista & Smith, 1992)

## Publication originale
- Fitzinger, 1843 : Systema Reptilium, fasciculus primus, Amblyglossae. Braumüller et Seidel, Wien, p. 1-106. (texte intégral).